# IFK Kalix
IFK Kalix är en idrottsförening i Kalix, Norrbottens län. Klubben har ett herrlag i  fotboll, som spelat i Sveriges näst högsta division.

### Fotnoter
1. ↑  ”IFK Råneå fotbollshistoria 1923”. Raan. Arkiverad från originalet den 31 juli 2013. https://archive.is/20130731210751/http://www.raan.nu/default.aspx?id=15348. Läst 31 juli 2013.  ”IFK Kalix bildades 1921 och hade alltså ett par år av fotbollserfarenhet i jämförelse med Råneåspelarna.”
2. ↑  ”Sweden 2nd level alltime table 1924/25-2012”. Glas Glenning. Arkiverad från originalet den 11 oktober 2012. https://web.archive.org/web/20121011020401/http://home.swipnet.se/clasglenning/Europe/2ndlevel/Sweden2.htm. Läst 31 juli 2013.